# 男の流儀
「男の流儀」（おとこのりゅうぎ）は、2017年2月8日に発売された三山ひろしの9枚目のシングル。

## 解説
- オリコンチャートでは最高位13位を記録、演歌・歌謡シングルチャートでは1位を記録した。
- 2017年8月30日にはタイプCが発売された。

## 収録曲

### タイプA
1. 男の流儀
作詞：石原信一／作曲：中村典正／編曲：丸山雅仁
2. 純愛
作詞：石原信一／作曲：中村典正／編曲：丸山雅仁
3. 男の流儀 [オリジナル・カラオケ]
4. 純愛 [オリジナル・カラオケ]
5. 男の流儀 [一般用カラオケ]
6. 純愛 [一般用カラオケ]

### タイプB
1. 男の流儀
作詞：石原信一／作曲：中村典正／編曲：丸山雅仁
2. おんな泣かせ
作詞：石原信一／作曲：中村典正／編曲：石倉重信
3. 男の流儀 [オリジナル・カラオケ]
4. おんな泣かせ [オリジナル・カラオケ]
5. 男の流儀 [一般用カラオケ]
6. おんな泣かせ [一般用カラオケ]

### タイプC
1. 男の流儀
作詞：石原信一／作曲：中村典正／編曲：丸山雅仁
2. 雪に散る
作詞：志賀大介／作曲：中村典正／編曲：伊戸のりお
3. 男の流儀 [オリジナル・カラオケ]
4. 雪に散る [オリジナル・カラオケ]
5. 男の流儀 [一般用カラオケ]
6. 雪に散る [一般用カラオケ]